# Deniz
Deniz (stilizált: DENIZ, született Rizner Dénes, Kazincbarcika, 1986. augusztus 27. –) kétszeres Fonogram-díjas, többszörös arany- és platinalemezes magyar rapper, énekes és dalszövegíró.

## Pályafutása
Édesapja Rizner József tanár, Kazincbarcika korábbi  önkormányzati képviselője.
2005 óta aktív énekes. 2014-ben Egyetlen című dala Fonogram-díjat nyert az "Év dala" kategóriában.
2014-ben először megrendezésre kerülő Nagyszínpad tehetségmutató verseny egyik meghívottjaként döntőbe jutott zenekarával, így az ország legnagyobb fesztiváljainak nagyszínpadain koncertezett (Sziget Fesztivál, Volt Fesztivál, Balaton Sound)
2016-ban a Magyar Olimpiai Bizottsággal együttműködve megjelent Halhatatlanok című dala, mely a magyar olimpikonok és paralimpikonok tiszteletére készült. 
2016-ban A nép hangja albuma Fonogram-díjat nyert "Az év magyar nyelvű hiphop albuma" kategóriában.
2016-ban a New Level Empire zenekarral készült közös daluk, a Valahol Magyarország legjátszottabb magyar nyelvű dala volt.
2017. január 20-án Kazincbarcika Város Önkormányzatának Képviselő-testülete BarcikArt díjban részesítette.
2018. december 3-án bejelentették, hogy a Duna eurovíziós dalválasztó műsorába, A Dal 2019-be bejutottak az Ide várnak vissza című dalukkal.
2020-ban 15 éves jubileumot ünnepelt teltházzal az Akvárium Klubban. A Nem érdekel című dal Orsovai Reni közreműködésével a rádiók egyik legjátszottabb magyar nyelvű dala az évben.
2021-ben aranylemez lett a Nem érdekel
2022-ben megjelent egy 3 dalos minialbuma Bedrogozva címmel. A rajta található Hányadik c. dal Orsovai Reni közreműködésével az év egyik legjátszottabb magyar nyelvű dala lett.
2023-ban megjelent XVIII nagylemez dupla platina minősítést kapott. 

## Diszkográfia
Megjelent lemezek és számok
- 2022 – Így is jó úgy is rossz, Bedrogozva, Hányadik, Jobban Tudnád, Reset, Nem baj
- 2021 – Semmi Sincs Ingyen, Hogy vagy? Az én anyám, Egyre inkább
- 2020 – Csillagos, Nem érdekel
- 2019 – Másként látom, Kretén, Ha nem hibázom
- 2018 – Ide várnak vissza, Bakancslista, Hol volt hol nem volt, Ösvények mentén
- 2017 – Lállálá, Veled, Love
- 2016 – Valahol, Halhatatlanok
- 2015 – Nép hangja
- 2012 – Eufória
- 2010 – 2 az 1-ben
- 2009 – Halálos Fegyver (MC Gőz+Deniz) – Digitál Vegyszer
- 2009 – Rázd meg (kislemez)
- 2008 – Szegények Zenéje
- 2008 – Gyere velem
- 2007 – Bemelegítés
- 2006 – Repp tiszta szívből
- 2005 – Dalban mondom el

### Dalszövegei
| - A felnőttek - A hazám - A nép hangja - Csakamost - Csoda - Divat nem divat - Dúdudádé - Egy a lényeg - Egyetlen - Elegem van - Előbb magadban - Előre szóltam - Én az vagyok - Erre dobban - Eufória - Figyeld a streetet - Gyere velem! - Ha fájni kell fájjon! - Hiába mondod | - Holnapután - Itt az idő - Ki az a Deniz? - Majd lesz valahogy - Mi marad meg? - Mikrofonpróba - Nagyszínpad - Napok, hetek - Ne csapjuk be egymást - Nem tudok hinni - Pár pillanat - Platina - Rázd meg - Sehogysejó - Szegények zenéje - Sziluett - Valakinek ez számít - Végtelen - Vesszen el |